# Yoshimi Watanabe

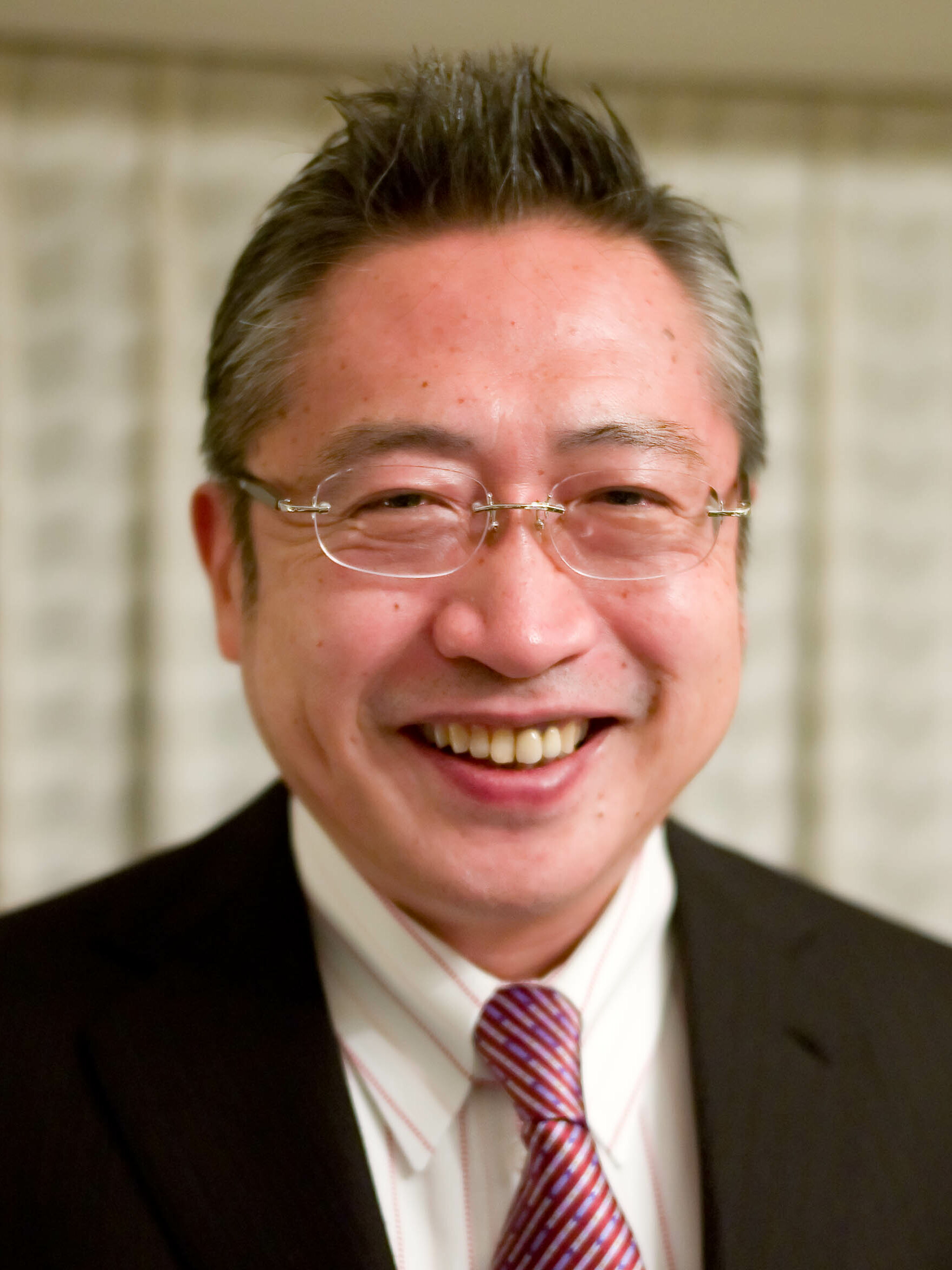
Yoshimi Watanabe im Januar 2010

Yoshimi Watanabe (jap. 渡辺 喜美 Watanabe Yoshimi; * 17. März 1952 in Nishi-Nasuno, Nasu (heute Nasu-Shiobara), Tochigi) ist ein ehemaliger japanischer Politiker. Zuletzt war er von 2016 bis 2022 Abgeordneter im Sangiin, dem Oberhaus des nationalen Parlaments, für den nationalen Verhältniswahlkreis. Von 1996 bis 2014 war er Abgeordneter im Shūgiin, dem nationalen Unterhaus, für den 3. Wahlkreis Tochigi. Er ist heute national parteilos und führt die Sangiin-Fraktion Minna no Tō; außerdem gründete er für die einheitlichen Präfektur- und Kommunalwahlen 2019 eine gleichnamige Regionalpartei. Von 2009 bis 2014 war er Vorsitzender der nationalen Minna no Tō („Partei aller“), von 2016 bis 2017 gehörte er der Nippon Ishin no Kai an. Er hatte im Januar 2009 die Liberaldemokratische Partei (LDP) verlassen, für die er von 2007 bis 2008 Minister im Kabinett war. 

## Leben und Karriere
Watanabe studierte Rechtswissenschaften an der Chūō-Universität, wo er 1979 seinen Abschluss machte. Zuvor studierte er bis 1977 an der Fakultät für Wirtschafts- und Politikwissenschaften der Waseda-Universität. Ab 1983 war er Sekretär seines Vaters, des Shūgiin-Abgeordneten, Ministers für Internationalen Handel und Industrie und späteren Außenministers Michio Watanabe. Nach dessen Tod 1995 übernahm er bei der Shūgiin-Wahl 1996 seinen Wahlkreis. Bis zur „Katō-Rebellion“ von 2000 gehörte Watanabe zur Etō-Kamei-Faktion.
Premierminister Shinzō Abe ernannte Watanabe im Dezember 2006 zum Nachfolger des wegen eines Spendenskandals zurückgetretenen Ministers für Deregulierung, Gen’ichirō Sata. Bei der Kabinettsumbildung im August 2007 wurde Watanabe dann Staatsminister für den Finanzsektor, einen Monat später erhielt er im Kabinett Yasuo Fukuda zusätzlich die Zuständigkeiten für Verwaltungsreform und „Reform des Beamtentums“ (kōmuinseido kaikaku). Bei einer Kabinettsumbildung im August 2008 wurde er durch Toshimitsu Motegi (LDP, Tsushima-Faktion) ersetzt.
Am 24. Dezember 2008 stimmte Watanabe im Shūgiin gegen seine Fraktion für einen Antrag der oppositionellen Demokratischen Partei auf Auflösung der Kammer und vorgezogene Neuwahlen. Er begründete seinen Schritt damit, dass Neuwahlen der einzige Weg seien, die politische Blockade (Nejire Kokkai) aufzulösen. Watanabe erklärte anschließend, in der LDP bleiben zu wollen, wenn er nicht ausgeschlossen werde. Er schloss aber die Möglichkeit nicht aus, selbst die LDP zu verlassen und eine neue Partei zu gründen. Am 25. Dezember 2008 erhielt Watanabe eine Rüge, die zweitmildeste von acht möglichen Disziplinarmaßnahmen in der LDP.
Am 13. Januar 2009 verließ er die LDP mit Verweis auf die Politik von Premierminister Asō. Für die Shūgiin-Wahl 2009 gründete er im August 2009 die Minna no Tō („Partei aller“), die mit 14 Kandidaten antrat. An der Gründung beteiligten sich auch drei ehemalige Abgeordnete und der Sangiin-Abgeordnete Keiichirō Asao, der im Juli aus der Demokratischen Partei ausgeschlossen worden war. Die Minna no Tō konnte unter Watanabe seit 2009 mehrere Wahlerfolge verzeichnen: So wurde sie bei der Sangiin-Wahl 2010 drittstärkste Partei in der Verhältniswahl und zog 2011 in mehrere Präfekturparlamente ein.
Nach einem Skandal über einen nicht gemeldeten Kredit von Yoshiaki Yoshida, dem Vorstandsvorsitzenden des Kosmetikunternehmens DHC, in Höhe von 800 Mio. Yen, sowie weiteren Krediten über 600 Mio. Yen musste er im April 2014 von seinem Posten als Parteivorsitzender zurücktreten. Nach der Auflösung der Partei kandidierte er bei der Shūgiin-Wahl 2014 parteilos und unterlag mit 40,1 % zu 48,7 % dem Liberaldemokraten Kazuo Yana.
Bei der Sangiin-Wahl 2016 kandidierte er für die Ōsaka Ishin no Kai im nationalen Verhältniswahlkreis, erhielt 143.343 Stimmen und erreichte damit den zweiten Listenplatz, der bei vier Ishin-Sitzen die erfolgreiche Wahl bedeutete. Nach der Wahl 2019 gründete Watanabe zusammen mit Takashi Tachibana von der „Partei zum Schutz des Volkes vor der NHK“ eine neue Fraktion unter dem Namen Minna no Tō.
Nach einer Wahlperiode im Sangiin kündigte er seinen Rückzug aus der Politik an und trat bei der Wahl 2022 nicht mehr an.